# Henny Meijer
Henny Meijer, nizozemski nogometaš, * 17. februar 1962.
Za nizozemsko reprezentanco je odigral eno uradno tekmo.